# 7-Dehidrocolesterol reductasa
La 7-dehidrocolesterol reductasa es un enzima que cataliza la producción de colesterol por medio de la reducción del doble enlace C7=C8 del 7-dehidrocolesterol (7-DHC) usando NADPH como cofactor.
Colesterol + NADP+ {\displaystyle \rightleftharpoons } Colesta-5,7-dien-3-beta-ol + NADPH
En los humanos esta enzima está codificada por el gen DHCR7 localizado en el cromosoma 11. La proteína tiene una longitud de 475 aminoácidos, un peso molecular de 54,5 kDa y se expresa en la membrana del retículo endoplasmático sobre todo en las células de las glándulas suprarrenales, el hígado, los testículos y el cerebro.

## Patología
Deficiencias en esta enzima se correlacionan con el Síndrome Smith-Lemli-Opitz (SLOS) también conocido como síndrome SLO o síndrome RSH. El SLOS es un desorden autosomal recesivo frecuente del metabolismo de los esteroles con malformaciones congénitas características y dismorfias. los pacientes sufren de retraso mental. Los niños con SLOS tienen altos niveles de 7-DHC y bajos niveles de colesterol. El SLOS recurre con relativamente elevada frecuencia, aproximadamente 1 enfermo de entre 20.000 a 30.000 nacimientos en las poblaciones del norte y centro de Europa. Históricamente, se ha hecho una distinción entre los pacientes del SLOS clásico tipo I y los del SLOS más severo tipo II, aunque en realidad existe un continuo clínico y bioquímico entre los diferentes tipos de SLOS.